# En ensom Kvinde
Pour plus de détails, voir Fiche technique et Distribution.
En ensom Kvinde  (littéralement « une femme seule ») est un film danois muet réalisé par August Blom, sorti en 1917. 

## Fiche technique
- Titre : En ensom Kvinde
- Titres alternatifs : Hvem er han ?, Lægernes Kamp[1]
- Réalisation : August Blom
- Scénario : Edith Rode
- Directeur de la photographie : Johan Ankerstjerne
- Sociétés de production : Nordisk Film
- Format : Noir et blanc  - Muet
- Dates de sortie :
  -  Danemark : 3 mai 1917

## Distribution
- Vita Blichfeldt
- Ellen Ferslev
- Ellen Fog
- Olaf Fønss
- Alma Hinding
- Christel Holch
- Frederik Jacobsen
- Johanne Krum-Hunderup
- Betty Nansen : Rosa Bjørk
- Robert Schyberg
- Franz Skondrup
- Charles Willumsen